# Ікеньська печера
Ікеньська печера, Ікиньська печера, Ікень (за назвою річки Ікень, що позначаються на картах як Ікинь) — печера, розташована в Архангельському районі Республіки Башкортостан, у товщі гори Бургаз. Найближчий населений пункт розташований за 25 км — селище Суха Атя (раніше селище Ікень, воно ж Ікеньський лісопункт Ашинского ОСГ).
Довжина 333 м, глибина 12,5 м; висота стелі від 11 м до 0,5 м, ширина ходу від 23 м до 0,5 м. Поперечні перерізи — у вигляді арки (переважно), стеля — у вигляді купола, підлога горизонтальна. Печера складена сірими вапняками, багата різноманітними натічними утвореннями (сталактити, сталагміти до 1 м у поперечнику, місячне молоко, кальцитові водоспади, гури).
Вхід відкритий двома отворами серед глибового навалу на північно-західному схилі гори Бургаз. Лівий вхід висотою 55 см, шириною 80 см трохи нижче правого, з висотою 1 м і шириною 45 см.
У вільному доступі, відкрита в 1964 році.